# بیلی لیدل
ویلیام بوریج لیدل (به انگلیسی: William Beveridg Liddell) موسوم به بیلی لیدل (۱۰ ژانویه ۱۹۲۲ - ۳ ژوئیه ۲۰۰۱)، بازیکن بازیکن فوتبال اهل اسکاتلند بود که تمام دوران فوتبال خود به مدت ۲۳ سال را در باشگاه لیورپول بازی کرد. لیدل با به ثمر رساندن ۲۴۴ گل، چهارمین گل‌زن برتر تاریخ باشگاه لیورپول است که جزو یکی از مشاهیر تاریخ باشگاه لیورپول محسوب می‌شود. در طی رای گیری که در سال ۲۰۰۶ در میان هواداران لیورپول برای برگزیدن ۱۰۰ بازیکن محبوب تاریخ باشگاه انجام شد، بیلی لیدل در جایگاه ششم این رای گیری قرار گرفت. متعاقباً در رای گیری سال ۲۰۱۳ او به عنوان هشتمین بازیکن محبوب تاریخ باشگاه لیورپول برگزیده شد.بیلی لیدل یکی از هشت بازیکن باشگاه لیورپول است که تمام دوران بازی خود را در لیورپول بازی کرده‌است.
تنها افتخارات لیدل در لیورپول، یک‌بار قهرمانی در فصل ۱۹۴۶-۴۷ لیگ دسته اول انگلستان و نایب قهرمانی در جام حذفی فینال ۱۹۵۰ با شکست در برابر تیم آرسنال است.

## آمار بازی‌های ملی
بیلی لیدل با ۲۹ بار حضور برای تیم ملی اسکاتلند توانسته بود ۸ گل را برای این تیم به ثمر برساند.
| #   | تاریخ         | ورزشگاه              | رقیب     | نتیجه | نتیجه کلی | مسابقه                          |
| --- | ------------- | -------------------- | -------- | ----- | --------- | ------------------------------- |
| ۱.  | ۱۸ آوریل ۱۹۴۲ | همپدن پارک، گلاسکو   | انگلستان | ۱–۱   | ۵–۴       | بازی دوستانه زمان جنگ جهانی دوم |
| ۲.  | ۲ فوریه۱۹۴۶   | ویندسور پارک، بلفاست | ایرلند   | ۱–۱   | ۳–۲       | بازی دوستانه زمان جنگ جهانی دوم |
| ۳.  | ۲ فوریه۱۹۴۶   | ویندسور پارک، بلفاست | ایرلند   | ۳–۲   | ۳–۲       | بازی دوستانه زمان جنگ جهانی دوم |
| ۴.  | ۱۵ مه ۱۹۴۶    | همپدن پارک، گلاسکو   | سوئیس    | ۱–۱   | ۳–۱       | دوستانه                         |
| ۵.  | ۱۵ مه ۱۹۴۶    | همپدن پارک، گلاسکو   | سوئیس    | ۲–۱   | ۳–۱       | دوستانه                         |
| ۶.  | ۲۱ اکتبر ۱۹۵۰ | نینیان پارک، کاردیف  | ولز      | ۳–۱   | ۳–۱       | مسابقات قهرمانی بریتانیا        |
| ۷.  | ۱۴ آوریل ۱۹۵۱ | ومبلی، لندن          | انگلستان | ۳–۱   | ۳–۲       | مسابقات قهرمانی بریتانیا        |
| ۸.  | ۳۰ مه ۱۹۵۲    | راسوندا، استکهلم     | سوئد     | ۱–۲   | ۱–۳       | دوستانه                         |
| ۹.  | ۱۸ اکتبر ۱۹۵۲ | همپدن پارک، گلاسکو   | ولز      | ۲–۱   | ۲–۱       | مسابقات قهرمانی بریتانیا        |
| ۱۰. | ۴ مه ۱۹۵۵     | همپدن پارک، گلاسکو   | پرتغال   | ۲–۰   | ۳–۰       | دوستانه                         |
| ۱۱. | ۱۹ مه ۱۹۵۵    | ارنست هاپل، وین      | اتریش    | ۳–۰   | ۴–۱       | دوستانه                         |